# Michael R. Matz
Michael Ray Matz (Collegeville, 23 de janeiro de 1951) é um ginete estadunidense, especialista em saltos, medalhista olímpico, e pentacampeão pan-americano. 

## Carreira
Michael R. Matz representou seu país nos Jogos Olímpicos de 1976, 1992 e 1996, na qual conquistou a medalha de prata nos salto por equipes em 1996.

## Acidente do Voo United Airlines 232
Matz foi um dos sobreviventes do acidente do Voo United Airlines 232 ocorrido no Iowa em julho de 1989. A sua ação de salvamento de crianças que viajavam no mesmo voo foi elogiada pelas autoridades norte-americanas.